# Rhamphomyia marginata
Rhamphomyia marginata là một loài ruồi trong họ Empididae, được tìm thấy ở châu Âu, từ Vương quốc Anh (1707-1801)|Vương quốc Anh hướng về phía đông đến România và từ Fennoscandia hướng về phía nam đến Pháp, Áo và Hungary.

## Hình ảnh

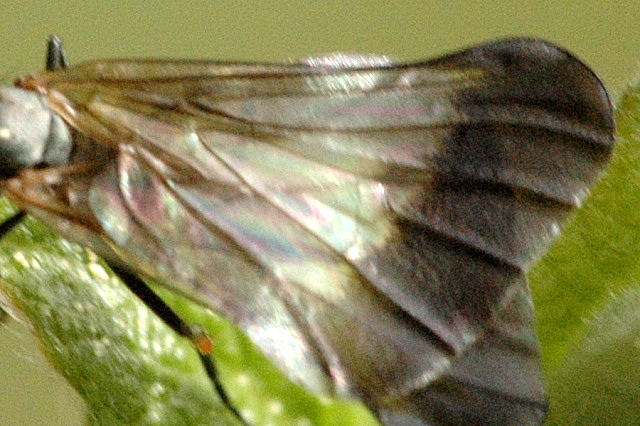